# Wendy Lower

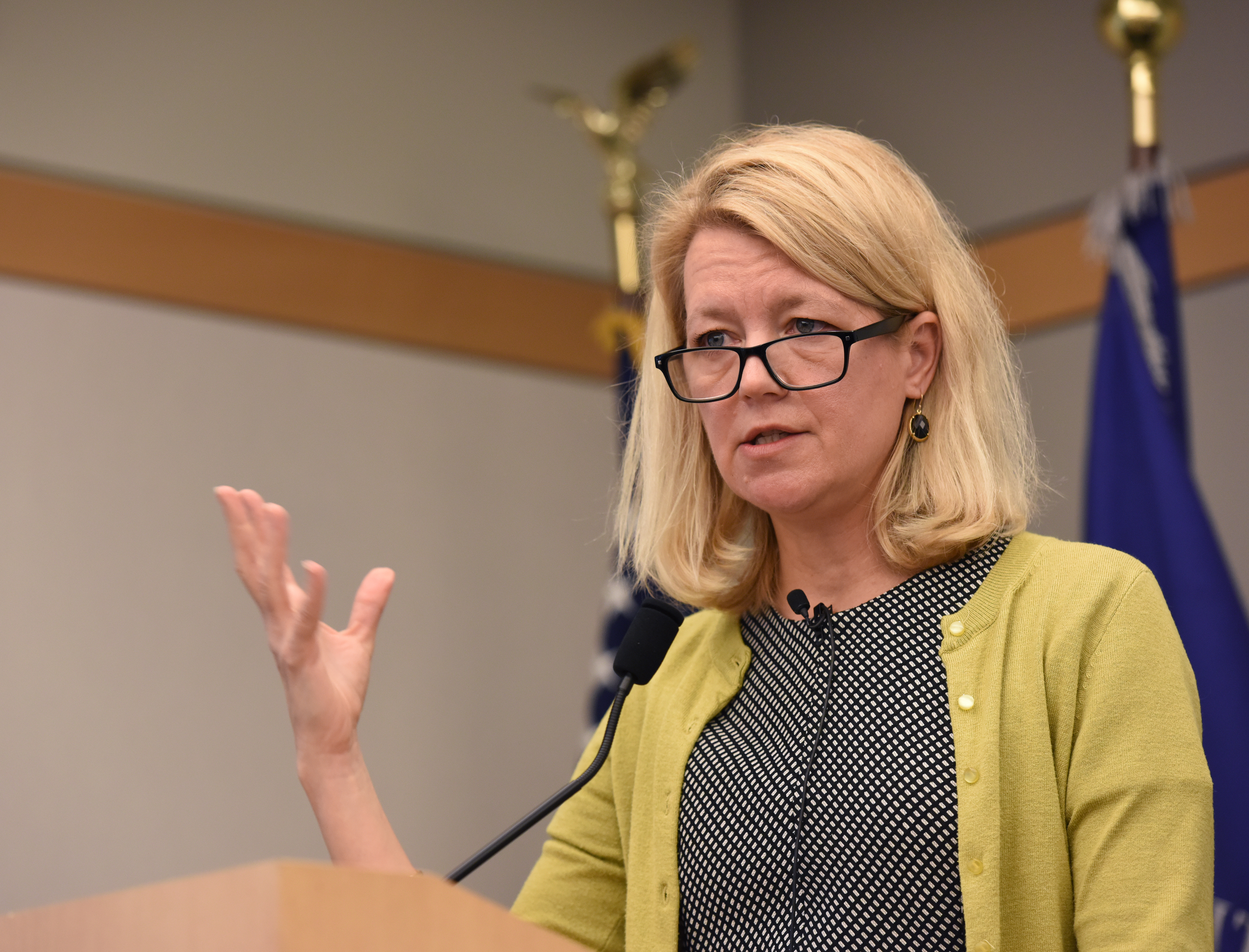
Wendy Lower (2017)

Wendy Lower (ur. 1965) – amerykańska historyczka, wieloletnia pracownica Holocaust Memorial Museum w Waszyngtonie, a później wykładowczyni i pracownica naukowa na Uniwersytecie Ludwika i Maksymiliana w Monachium.
Tematyką jej badań jest rola kobiet w nazistowskim aparacie represji i zagładzie Żydów w czasie II wojny światowej oraz motywy kierujące tymi kobietami. Efekty swojej pracy po raz pierwszy przedstawiła na konferencji w Międzynarodowym Instytucie Badań nad Holokaustem Jad Waszem.